# 750 Оскар
750 Оскар (енгл. 750 Oskar) је астероид главног астероидног појаса са пречником од приближно 20,57 .
Афел астероида је на удаљености од 2,760 астрономских јединица (АЈ) од Сунца, а перихел на 2,131 АЈ.
Ексцентрицитет орбите износи 0,128, инклинација (нагиб) орбите у односу на раван еклиптике 3,949 степени, а орбитални период износи 1397,371 дана (3,825 године).
Апсолутна магнитуда астероида је 12,13 а геометријски албедо 0,058.
Астероид је откривен 28. априла 1913. године.